# Halowe Mistrzostwa Świata w Lekkoatletyce 2022 – trójskok mężczyzn
Trójskok mężczyzn – jedna z konkurencji technicznych rozgrywanych podczas halowych lekkoatletycznych mistrzostw świata w Štark Arena w Belgradzie.
Tytułu mistrzowskiego z 2018 nie obronił Amerykanin Will Claye, który zajął czwarte miejsce.

## Terminarz
| Data     | Godzina |       |
| -------- | ------- | ----- |
| 18 marca | 12:15   | Finał |

## Rekordy
W poniższej tabeli przedstawiono (według stanu przed rozpoczęciem mistrzostw) halowe rekordy świata, poszczególnych kontynentów, halowych mistrzostw świata oraz najlepszy wynik na listach światowych w 2022.
|                                   | Zawodnik       | Wynik | Miejsce   | Data                  |
| --------------------------------- | -------------- | ----- | --------- | --------------------- |
| Halowy rekord świata              | Fabrice Zango  | 18,07 | Aubière   | 16 stycznia 2021(dts) |
| Rekord halowych mistrzostw świata | Teddy Tamgho   | 17,90 | Doha      | 14 marca 2010(dts)    |
| Halowy rekord Afryki              | Fabrice Zango  | 18,07 | Aubière   | 16 stycznia 2021(dts) |
| Halowy rekord Ameryki Południowej | Jadel Gregório | 17,56 | Moskwa    | 12 marca 2006(dts)    |
| Halowy rekord Ameryki Północnej   | Mike Conley    | 17,76 | Nowy Jork | 27 lutego 1987(dts)   |
| Halowy rekord Australii i Oceanii | Andrew Murphy  | 17,20 | Lizbona   | 9 marca 2001(dts)     |
| Halowy rekord Azji                | Dong Bin       | 17,41 | Nankin    | 29 lutego 2016(dts)   |
| Halowy rekord Europy              | Teddy Tamgho   | 17,92 | Paryż     | 6 marca 2011(dts)     |
| Listy światowe                    | Jordan Díaz    | 17,27 | Salamanka | 20 lutego 2022(dts)   |

## Wyniki
| WR – rekord świata \| CR – rekord mistrzostw świata \| NR – rekord kraju \| AR – rekord kontynentu \| WL – najlepszy wynik na listach światowych w sezonie 2022 \| SB – najlepszy wynik w sezonie \| PB – rekord życiowy |

### Finał
Źródło: World Athletics.
| Pozycja | Zawodnik              | Reprezentacja     | #1    | #2    | #3    | #4    | #5    | #6    | Wynik | Uwagi   |
| ------- | --------------------- | ----------------- | ----- | ----- | ----- | ----- | ----- | ----- | ----- | ------- |
| 01 !    | Lázaro Martínez       | Kuba              | 17,64 | 17,04 | 17,32 | 17,62 | –     | 15,76 | 17,64 | WL · PB |
| 02 !    | Pedro Pablo Pichardo  | Portugalia        | 17,42 | 17,46 | x     | 14,94 | –     | –     | 17,46 | NR      |
| 03 !    | Donald Scott          | Stany Zjednoczone | 16,66 | 16,80 | 17,21 | 17,18 | 17,06 | x     | 17,21 | SB      |
| 4.      | Will Claye            | Stany Zjednoczone | 17,05 | 16,87 | 17,10 | 17,15 | 17,19 | 16,99 | 17,19 | SB      |
| 5.      | Jahnhai Perinchief    | Bermudy           | x     | 16,36 | 16,95 | x     | 16,59 | x     | 16,95 | SB      |
| 6.      | Melvin Raffin         | Francja           | 16,48 | 15,76 | x     | 14,82 | x     | 16,68 | 16,68 |         |
| 7.      | Jean-Marc Pontvianne  | Francja           | x     | 16,62 | x     | x     | –     | –     | 16,62 |         |
| 8.      | Nazim Babayev         | Azerbejdżan       | 16,29 | 16,55 | x     | x     | x     | x     | 16,55 |         |
| 9.      | Tiago Pereira         | Portugalia        | x     | 16,05 | 16,46 |       |       |       | 16,46 |         |
| 10.     | Jaser Triki           | Algieria          | 15,24 | 16,42 | 13,57 |       |       |       | 16,42 |         |
| 11.     | Alexsandro Melo       | Brazylia          | 16,07 | x     | x     |       |       |       | 16,07 |         |
| 12.     | Nikolaos Andrikopulos | Grecja            | 16,05 | x     | 15,74 |       |       |       | 16,05 |         |
| 13 !    | Lewon Aghasjan        | Armenia           | DNS   | DNS   | DNS   | DNS   | DNS   | DNS   | DNS   | DNS     |